# Charles Cardale Babington

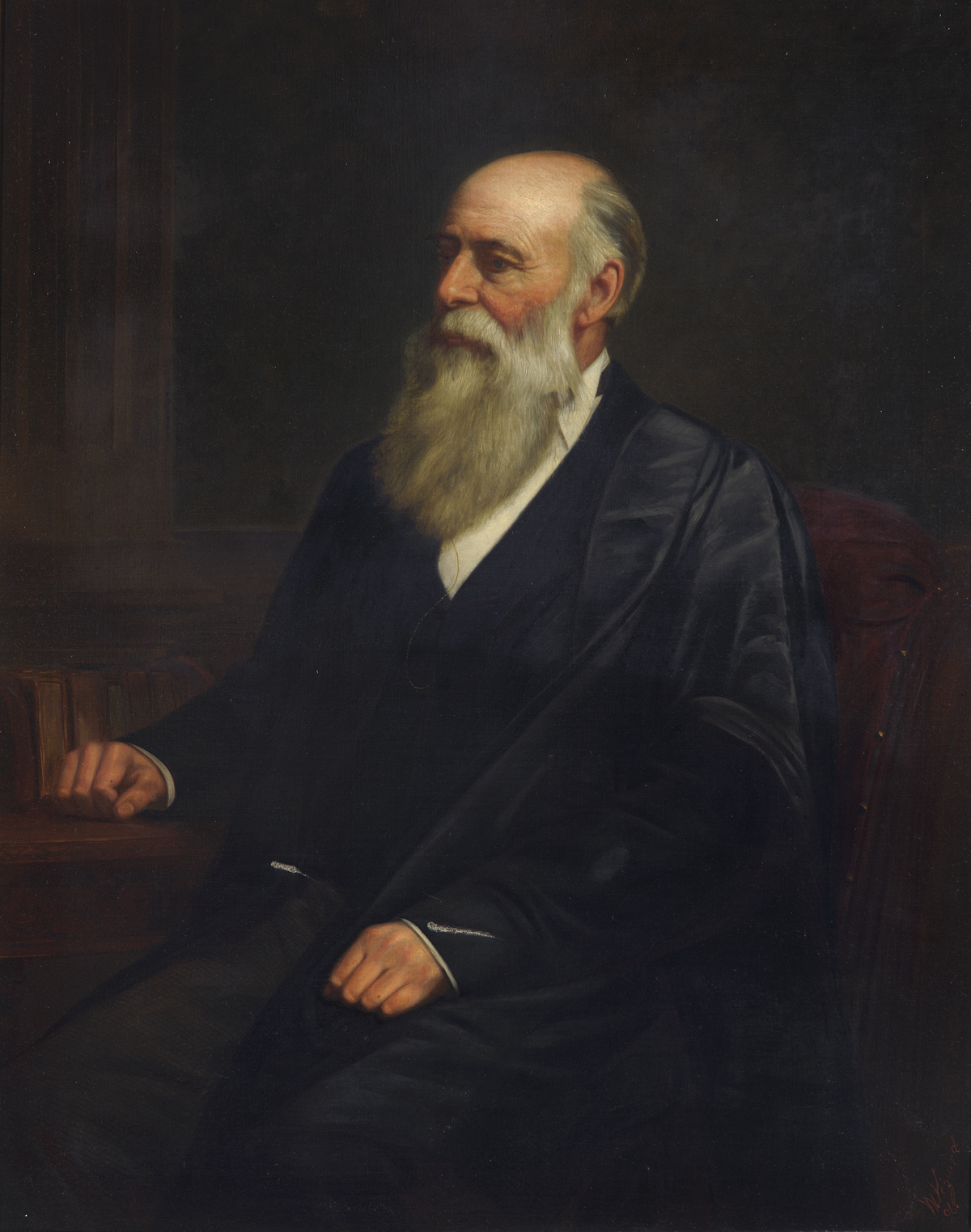
Charles Cardale Babington

Charles Cardale Babington (ur. 23 listopada 1808 w Ludlow, zm. 22 lipca 1895 w Cambridge) – botanik angielski.
Był spokrewniony z Thomasem Babingtonem Macaulayem, który był jego wujem. Kształcił się i pracował w St John’s College na Uniwersytecie Cambridge , gdzie prowadził badania naukowe z zakresu botaniki. Był członkiem szeregu stowarzyszeń naukowych: Botanical Society of Edinburgh, Towarzystwa Linneuszowskiego w Londynie, Londyńskiego Towarzystwa Geologicznego, Royal Society. Napisał prace: Flora bathoniensis (1834, 1839), Manual of British Botany (1843), Flora of Cambridgeshire (1860), The British Rubi (1869).
Nazwy naukowe taksonów opisanych przez Babingtona oznaczone są skrótem Bab.